# Grube Thalsbach
Die Grube Thalsbach (auch Talsbach) war eine Erzgrube im Siegener Stadtteil Eiserfeld im Kreis Siegen-Wittgenstein. Die Grube war eine von zahlreichen Gruben am Gilberg zwischen Eiserfeld und dem früher eigenständigen Ort Hengsbach.

## Geschichte
Ab 1650 wurde Erz abgebaut. Dieses Recht wurde 1825 neu verliehen. 1851 kam es zu einer Konsolidation zwischen den Gruben Thalsbach, Schwere Wahl, Alte Thalsbach, Junge Thalsbach und Unterste Thalsbach. Eine andere Konsolidation gab es mit der 1855 angelegten Grube Vaterland. 1861 wurde ein Tiefer Stollen mit einer Länge von 500 m angelegt. 1874 ging die Grube an die „Elberfelder Handelsgesellschaft“.
Ab 1874 gleichen Jahr wurde Tiefbau betrieben. Der Schacht hatte die Maße 3,25 × 3,5 m und erreichte eine Teufe von 315 m. Nach der Stilllegung der Grube wurde er nicht verfüllt. 1885 bestanden Sohlen auf 40, 70, 100 und 140 m Teufe. Im selben Jahr wurden 5.635 t Spateisenstein gefördert. 1890 wurde mit 11.690 t Spateisenstein die beste Förderrate erreicht. Zwischen 1897 und 1919 herrschte Betriebsstillstand. Am 19. August 1925 wurde die Förderung eingestellt, zwischen Januar und August wurden noch 4.790 t Eisenerz gefördert. Bis 1926 arbeiteten bis zu 80 Belegschaftsmitglieder in der Grube.
Als Gangmittel dienten sechs Einzelmittel mit einer Gesamtlänge von 194 m. Im Norden waren die Gänge 1 m mächtig, in der Mitte 3 m und im Süden 0,6–1 m.